# Palais de l'Assemblée (Chandigarh)
Pour les articles homonymes, voir Palais de l'Assemblée.
 (décembre 2017).
- Si vous ne connaissez pas le sujet, laissez ce bandeau (vous pouvez alors contacter les auteurs).
- Si vous supprimez le contenu mis en cause (vous pouvez préalablement contacter les auteurs),

argumentez précisément cette suppression dans la page de discussion
(un manque de référence n'est pas un argument ; une recherche réelle de référence doit avoir été effectuée, être formellement documentée).
 (décembre 2017).
Si vous disposez d'ouvrages ou d'articles de référence ou si vous connaissez des sites web de qualité traitant du thème abordé ici, merci de compléter l'article en donnant les références utiles à sa vérifiabilité et en les liant à la section « Notes et références ».
Le Palais de l'Assemblée  (en anglais : Palace of Assembly) est un bâtiment conçu par l'architecte Le Corbusier et qui accueille une assemblée législative. Il est situé à Chandigarh, en Inde,.

## Présentation
Le palais fait partie d'un complexe comprenant trois bâtiments : l'Assemblée, le Secrétariat (en) et la Haute Cour du Pendjab et de l'Haryana,.
The building was designated as a UNESCO World Heritage Site in 2016,.

## Architecture

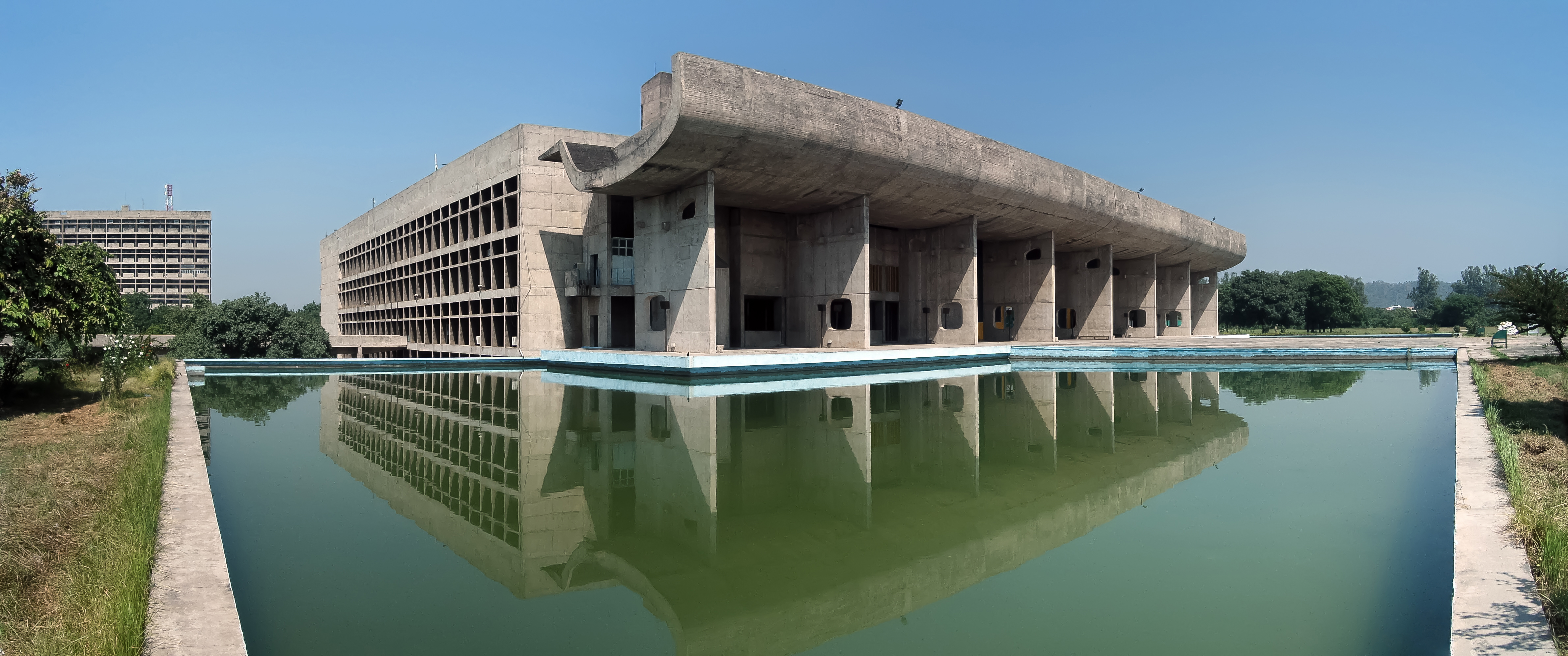
Palais de l'Assemblée vu du sud-ouest.

Cette Salle d'assemblée est faite d'une coque hyperboloïde d'une épaisseur moyenne de quinze centimètres constante dans tous ses points et, par conséquent, d'un poids minimum (c'est ici appliqué à des intentions architecturales, le principe des tours de refroidissement employées dans l'industrie). Cette tour ne se termine pas par une section horizontale, mais par une section oblique qui reçoit un bouchon en charpente métallique (aluminium)..
Le vide au-dessus de l'espace appelé « Forum » correspond à trois étages de bureaux superposés. La toiture faisant plafond du Forum est soutenue par de hautes colonnes de béton d'un jet.
L'écoulement des eaux des terrasses (la mousson) est assurée par ce que Le Corbusier a appelé deux « rivières » : L'une en forme de large canal de béton séparant le Forum et le grand portique ; l'autre séparant le Forum et le corps des bureaux où se trouvent le président et les ministres.
La toiture est accessible, servant à des fêtes le soir ou la nuit. L'ensemble des organes faisant relief fournit une composition définitivement mise au point en mars dernier à Chandigarh et exprimée ici par un dessin à la plume de Le Corbusier.

## Galerie

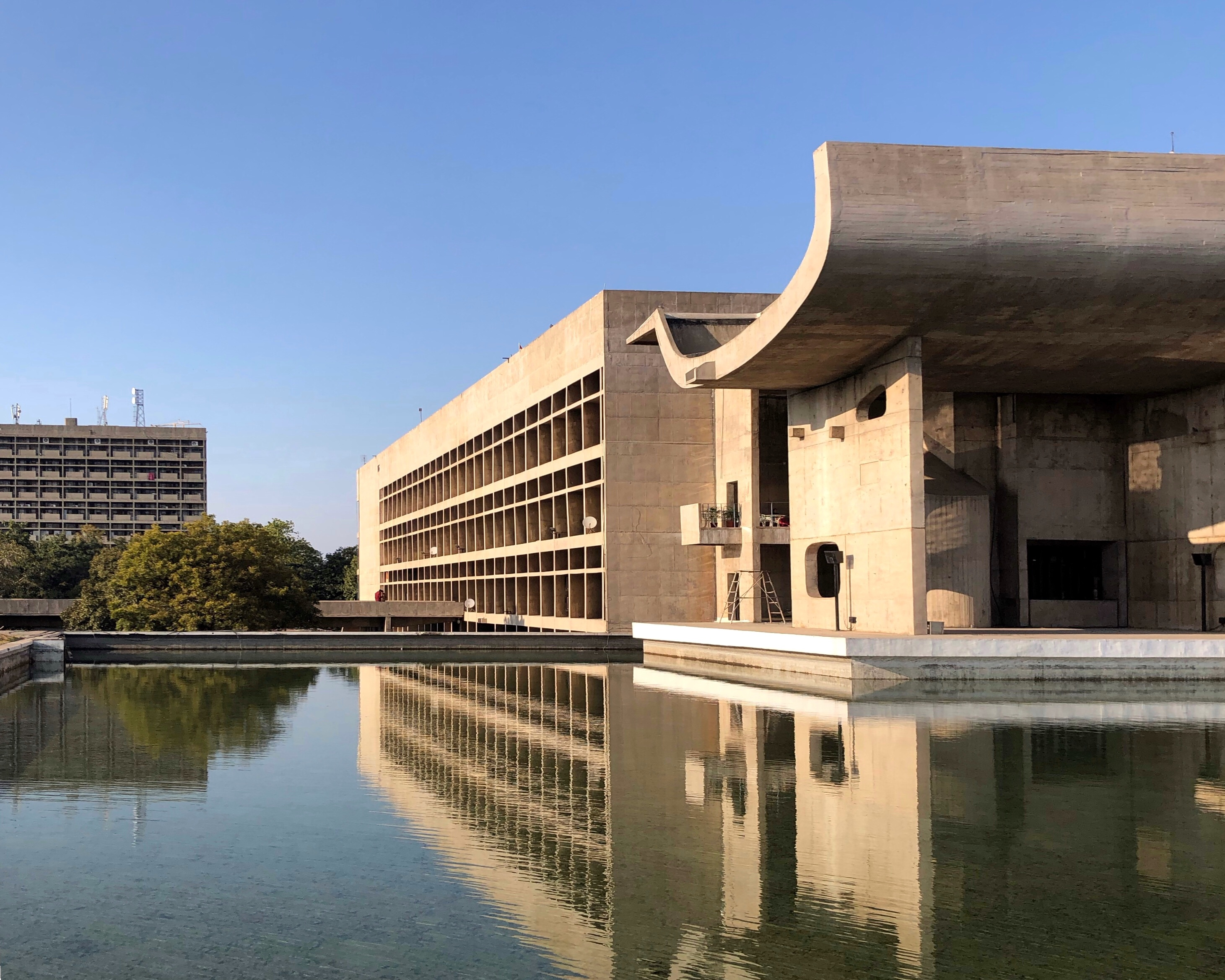
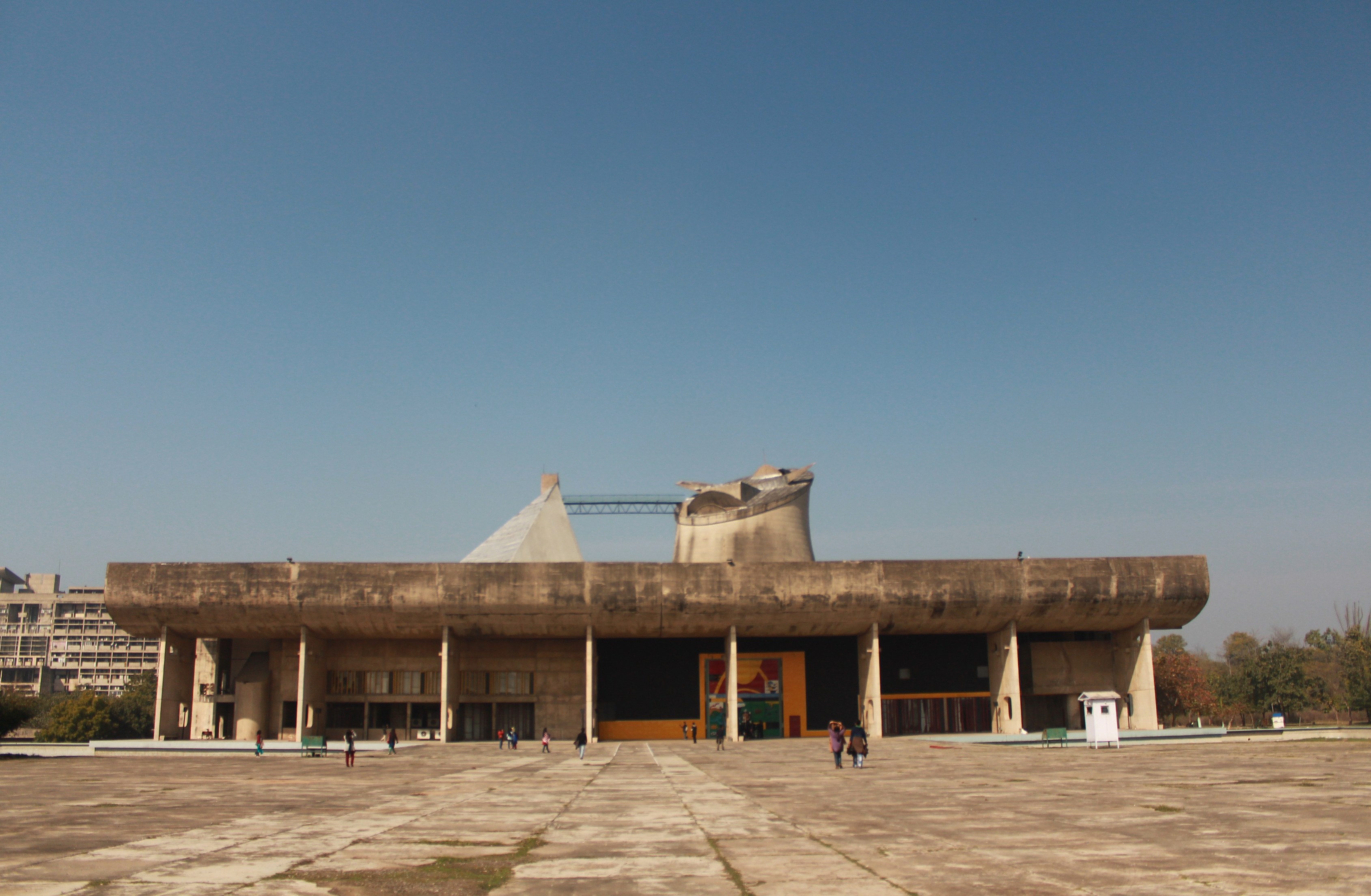
Vue du bâtiment depuis la place adjacente.
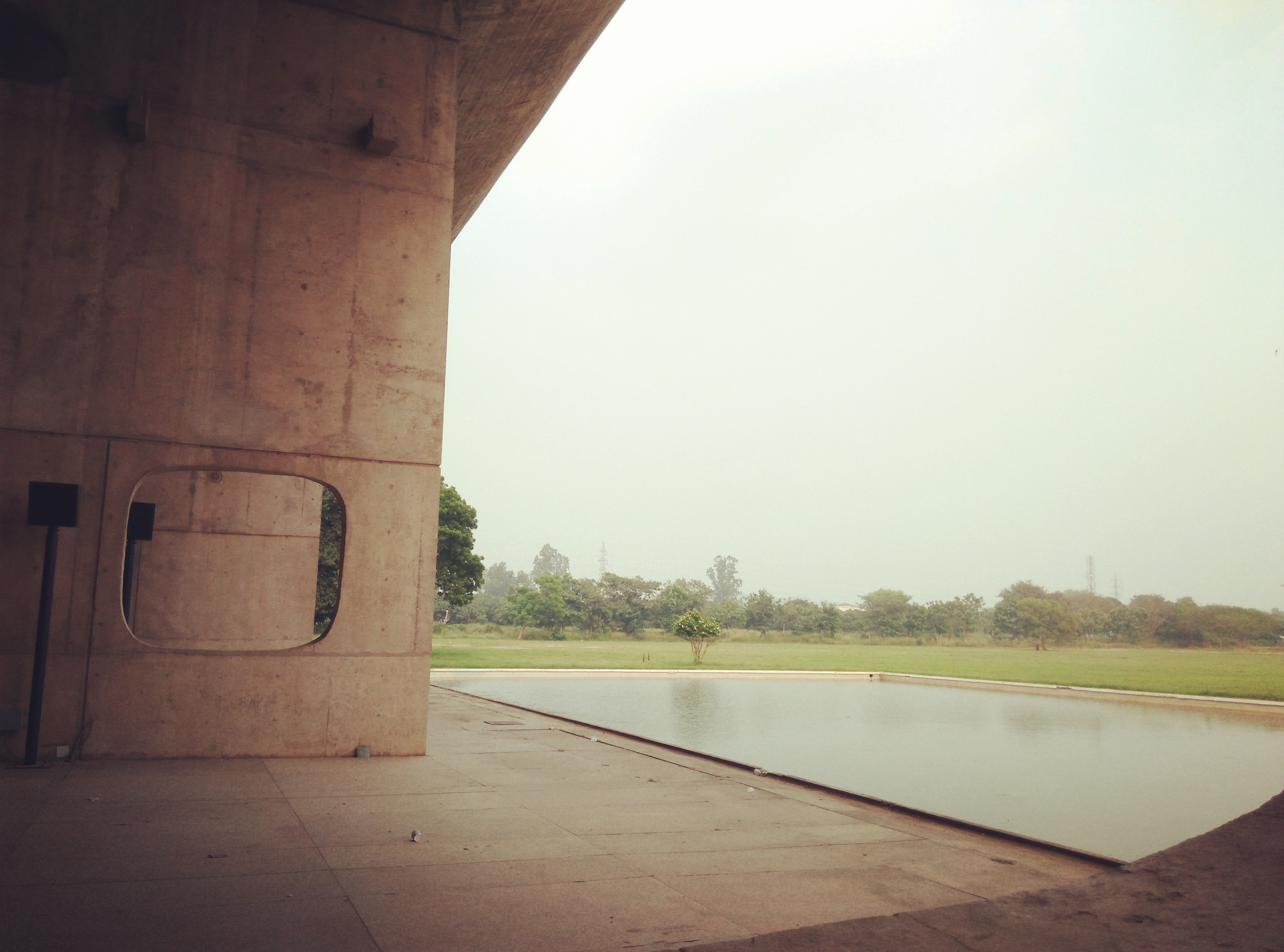
Vue depuis le couloir de l'Assemblée législative.
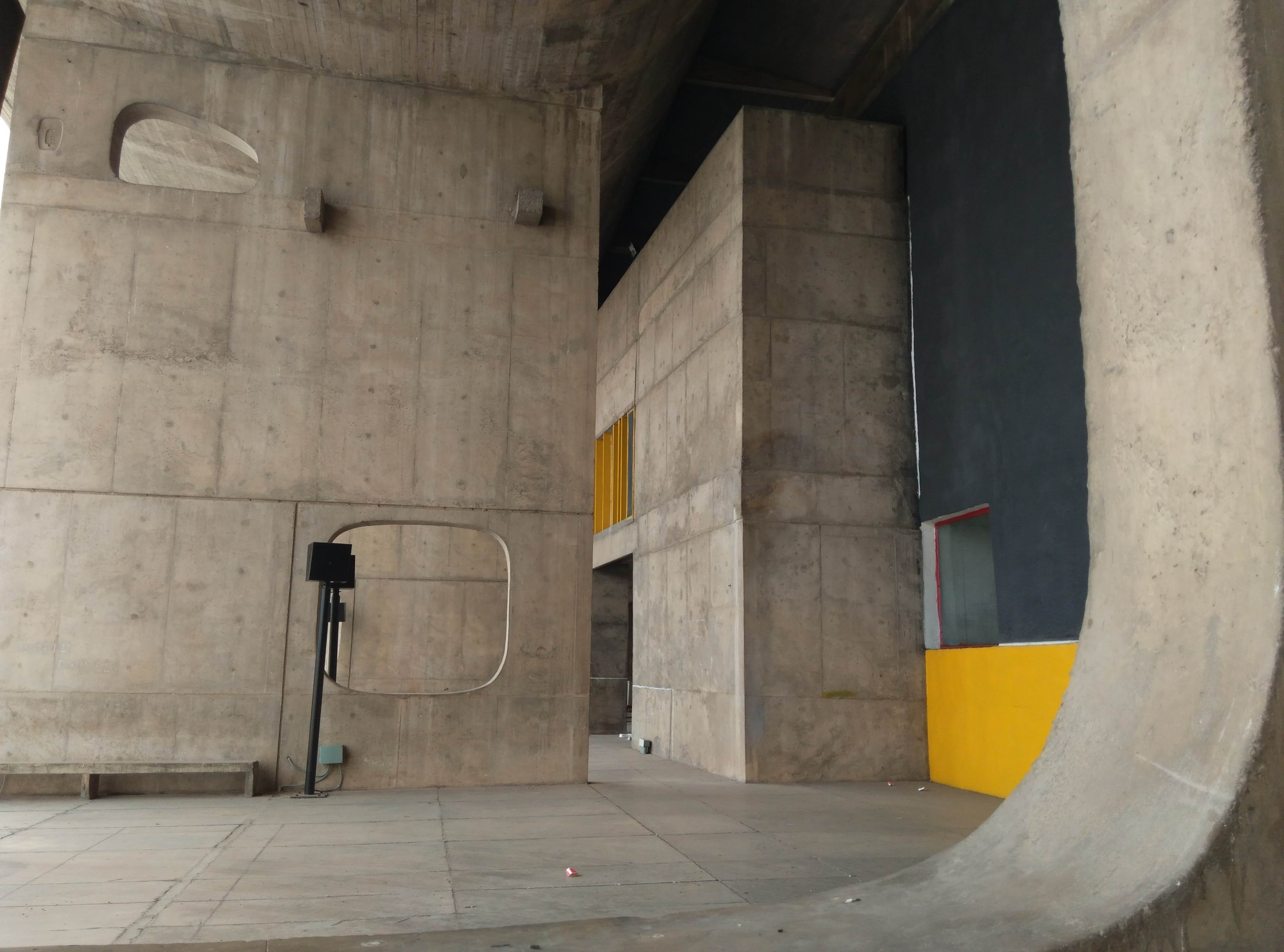
Motifs architecturaux.

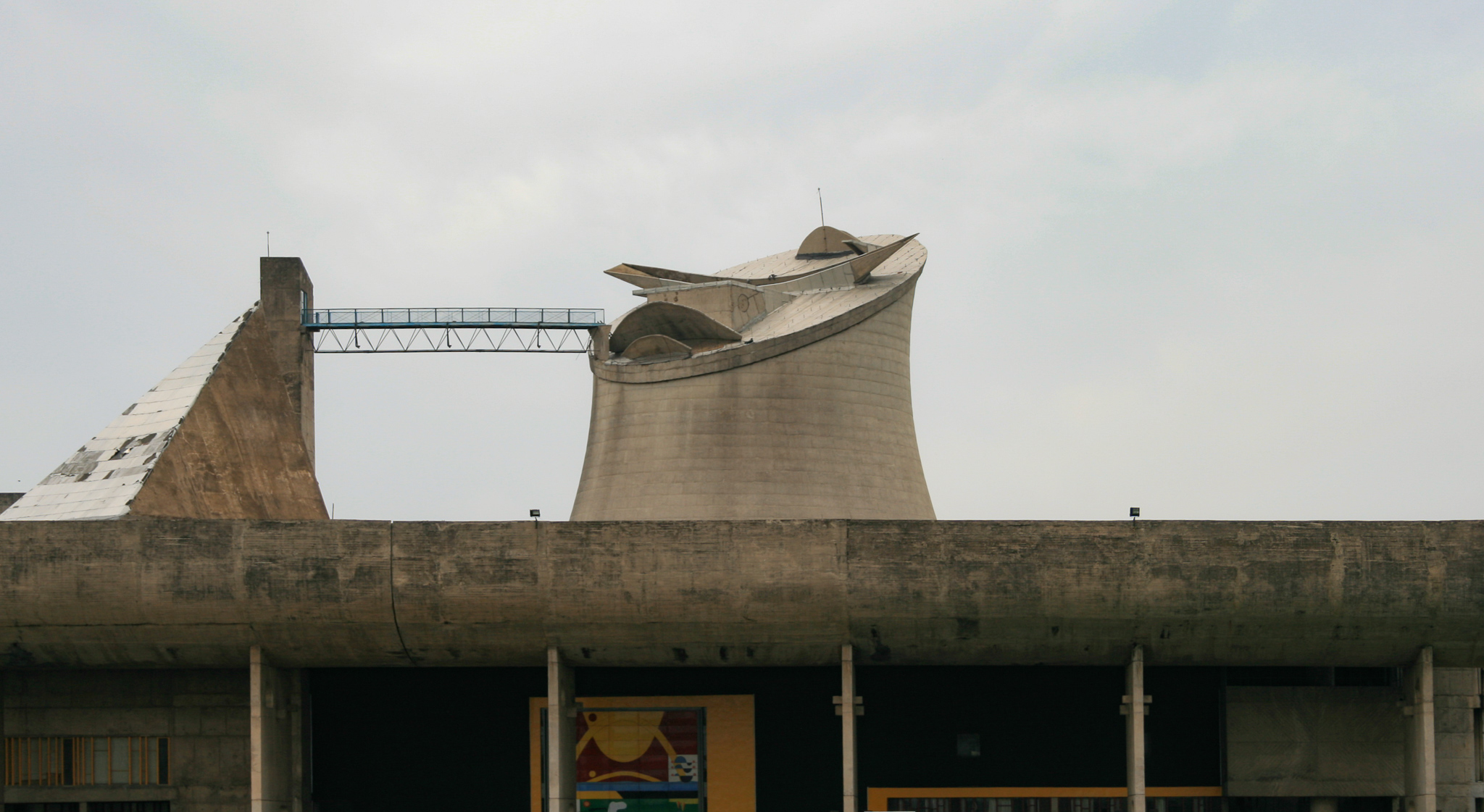
Toit du bâtiment avec la tour hyperbolique.
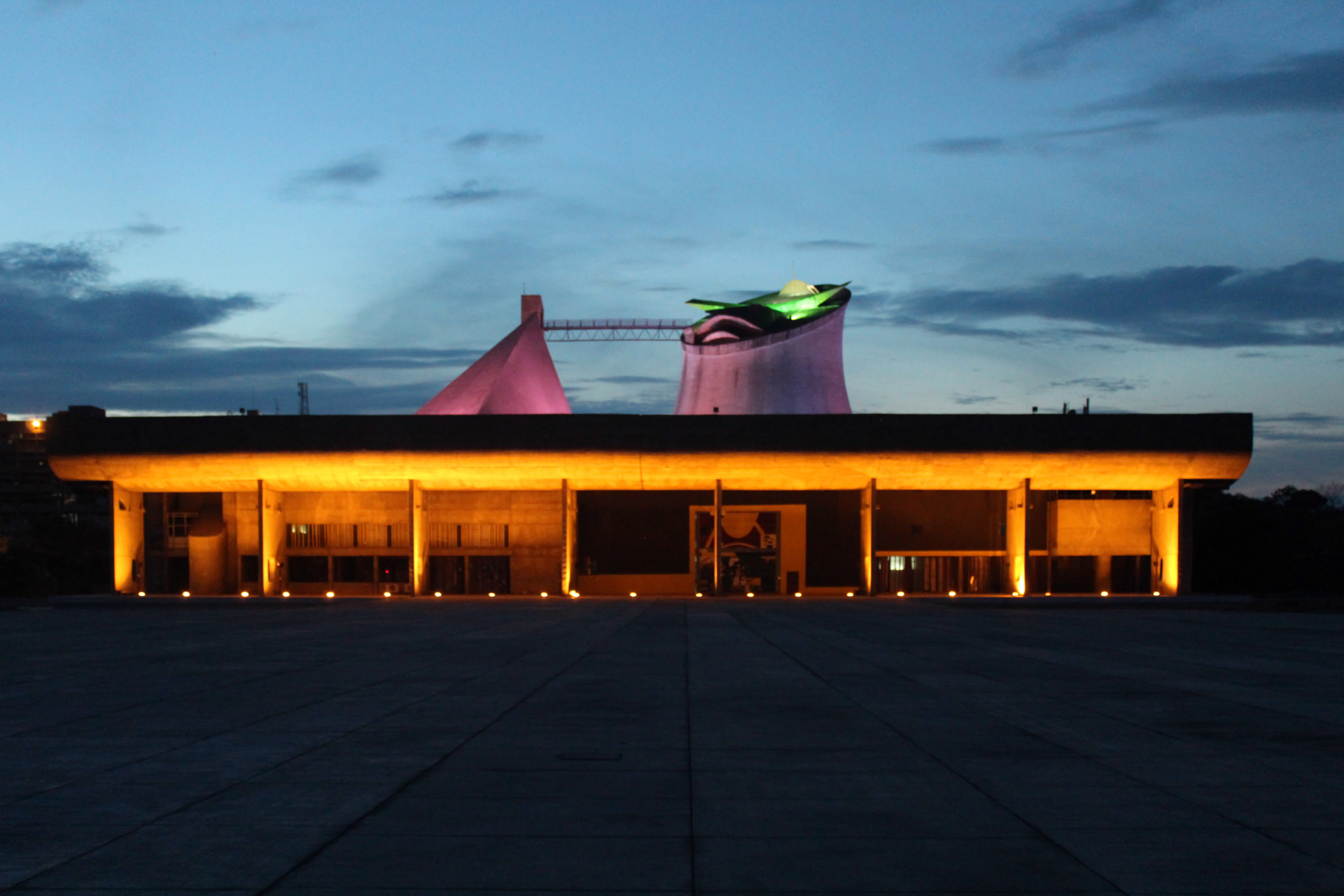
Nuit sur le palais.
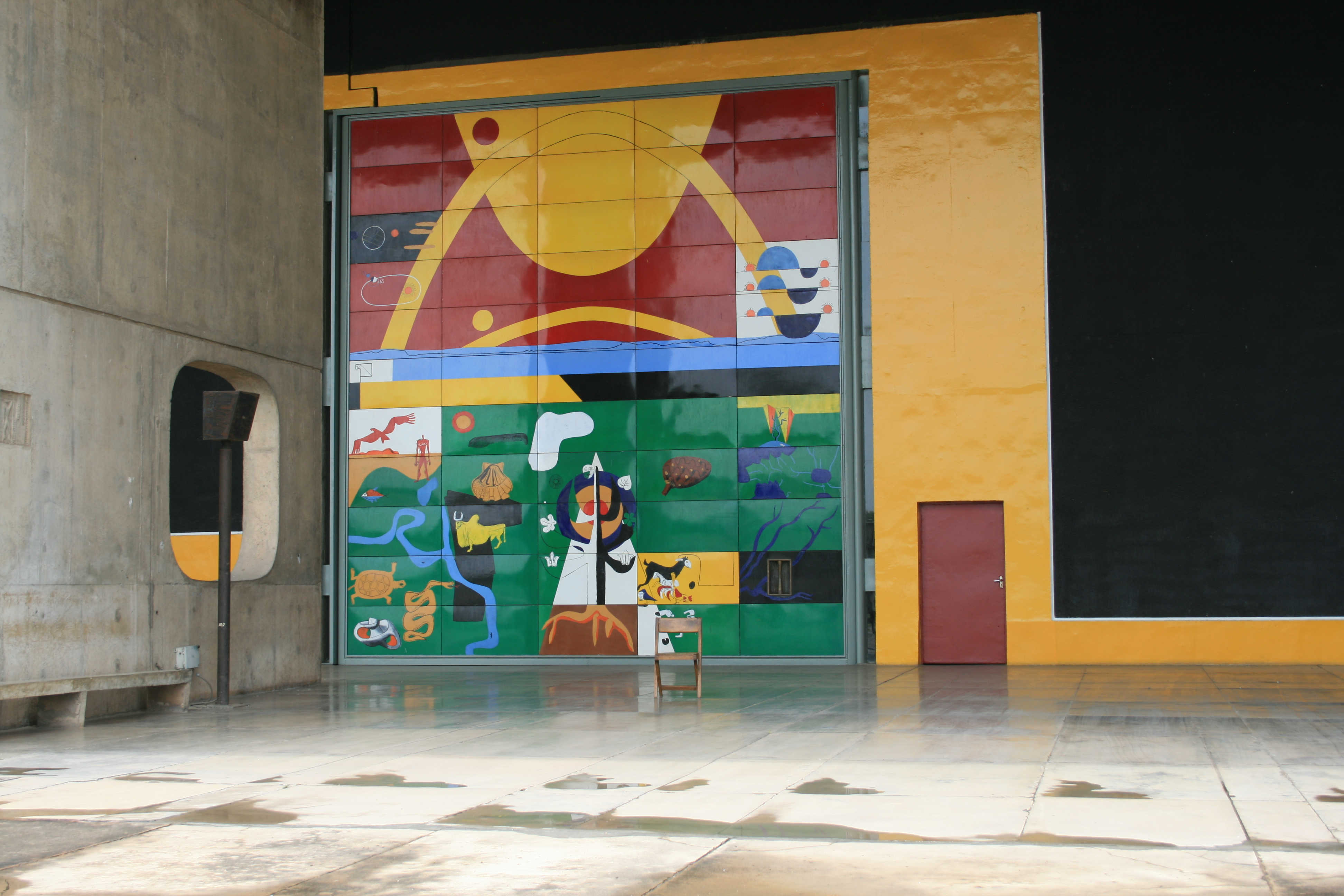
Porte d'entrée décorée par Le Corbusier.